# Anthony Hernández
Anthony William „Pikachu” Hernández González (ur. 11 października 2001 w Puntarenas) – kostarykański piłkarz występujący na pozycji prawego skrzydłowego, reprezentant Kostaryki, od 2023 roku zawodnik Alajuelense.